# Eiríksjökull

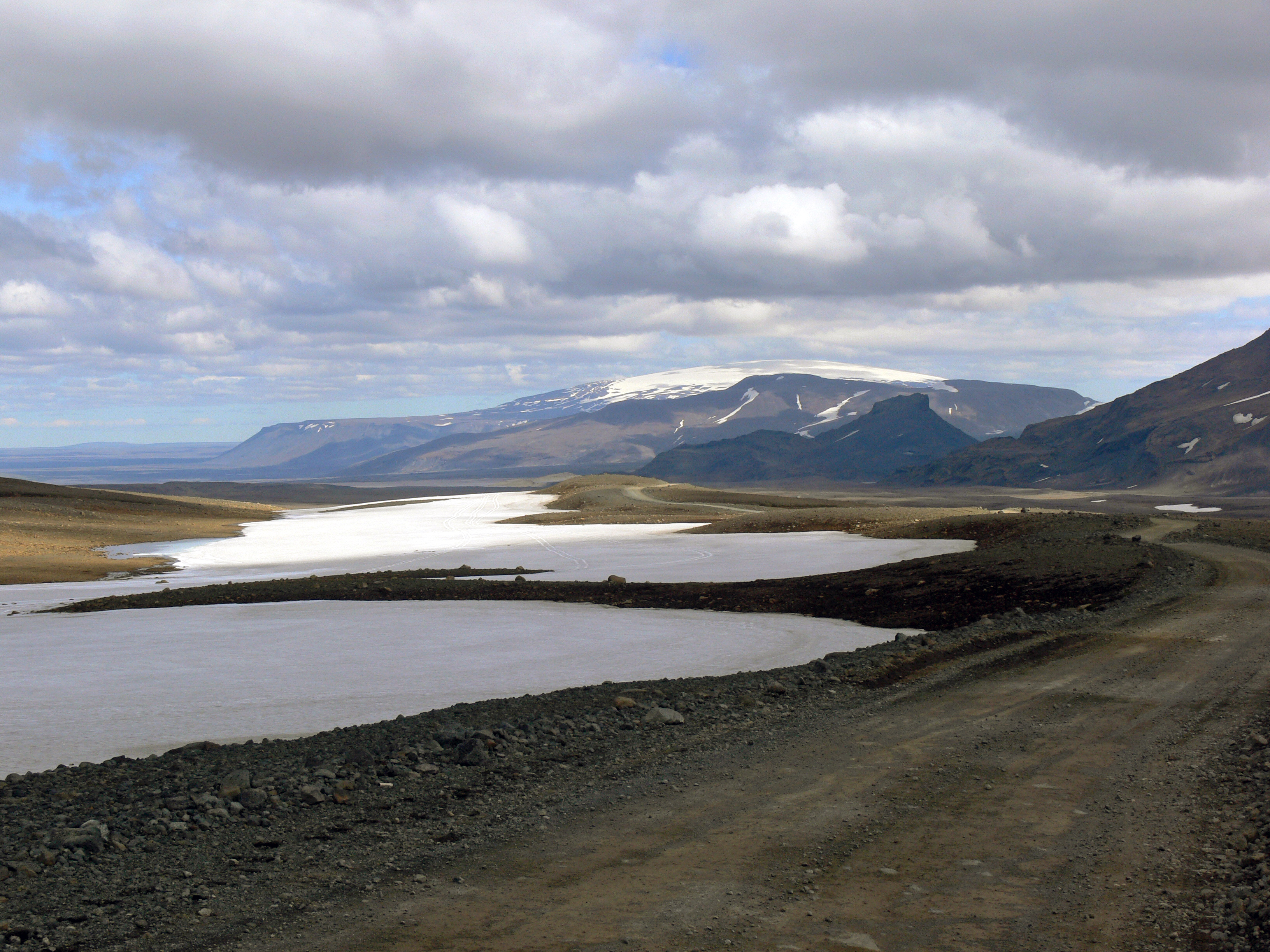
Eiríksjökull

Eiríksjökull (in lingua islandese: ghiacciaio di Eirík) è un ghiacciaio islandese situato nella regione di Vesturland, nella parte occidente del paese. È collocato a nord-ovest del grande ghiacciaio del Langjökull nella zona centro-occidentale dell'Islanda. Il ghiacciaio raggiunge la quota di 1675 metri ed ha una superficie di 22 km².

## Vulcano
È situato al centro del campo di lava di Hallmundarhraun da cui emerge per 1000 metri, di questi i primi 350 m sono formati da Ialoclastite (móberg) che costituisce un tuya formato presumibilmente da una singola attività vulcanica subglaciale, sormontato da uno scudo di lava spesso 750 m. Rappresenta il più grande vulcano di questo tipo dell'isola. 
La forma caratteristica a cima piatta del vulcano è dovuta all'eruzione della lava nello strato di ghiaccio che copriva l'Islanda nel corso dei periodi glaciali. Sono piuttosto rari al mondo, essendo limitati alle regioni interessate da ghiacciai continentali. Non sono note eruzioni storiche di questo vulcano.